# Capão do Leão
Capão do Leão là một đô thị thuộc bang Rio Grande do Sul, Brasil. Đô thị này có diện tích 785,374 km², dân số năm 2007 là 23605 người, mật độ 30,06 người/km².